# Церковь иезуитов в Г.
«Церковь иезуитов в Г.» (нем. Die Jesuiterkirche in G.) — новелла Э. Т. А. Гофмана из сборника «Ночные этюды» (1816). Наряду с близким по проблематике рассказом «Артуров двор» (1815) стоит у истоков жанра «новеллы о художниках», получившего распространение в литературе романтизма.
В новелле отражены впечатления Гофмана от знакомства с «демоническим» художником Алоизом Молинари, которое состоялось в Глогау в начале 1797 года, когда Молинари работал над убранством местной иезуитской церкви.

## Сюжет
Рассказ ведёт от первого лица Странствующий энтузиаст (маска, принятая Гофманом в дебютном сборнике «Фантазии в манере Калло»). Из-за сломавшейся коляски рассказчик на три дня застревает в небольшом городке Верхней Силезии. Изнывая от праздности, он вспоминает о профессоре Вальтере, который преподаёт в местном иезуитском коллегиуме.
Едва успев познакомиться, рассказчик и профессор вступают в спор о достоинствах средневековой готики, помогавшей душе отрешиться от всего низменного и воспарить к небесам, и классицизма новейших времён, насквозь проникнутого земным, чувственным началом античности. Рассказчик отстаивает первичность идеального в искусстве, тогда как профессор ценит жизнерадостность земного начала: «Отчизна наша, конечно, на небесах, но покуда человек здесь обретается, он не чужд и бренному миру».
Спорщики спускаются в иезуитскую церковь, где художник по имени Бертольд занят росписью стен под мрамор. Одна из картин в приделе прикрыта завесой. По словам профессора, она «лучше всех остальных, это произведение одного молодого художника новейшего времени и, по всей видимости, последнее его создание». Поздно вечером рассказчик возвращается в храм и всю ночь помогает Бертольду в работе. Из разговора он понимает, что этот талантливый мастер на грани помешательства, ибо его гнетет какое-то «чудовищное, ничем не искупимое преступление».
Заинтригованный загадочным художником, рассказчик пытается выведать его прошлое у профессора и получает от него биографию Бертольда, составленную с его слов одним студентом. «Дарю её вам, заведомо зная, что вы не писатель, — предуведомляет профессор рассказчика. — Автор „Фантазий в манере Калло“, конечно, перекроил бы ее в своей несуразной манере и тиснул бы в печать; ну, да ведь с вашей-то стороны ничего такого можно не опасаться».
(Биография Бертольда). Странствующий энтузиаст предлагает читателям записки о прошлом Бертольда, о годах его ученичества в Италии, когда он был подмастерьем у знаменитого пейзажиста Хаккерта. В погоне за неуловимым идеалом художник долгое время не находил себе покоя, ощущая, что создаваемые им образы «кружили возле какого-то источника света», каковым должен стать «дивный образ его идеальной мечты». Однажды, когда он работал под Неаполем на вилле одного герцога, Бертольду мимолётно явился этот дивный образ в виде прекрасной женщины. «Какое блаженство! Она нашлась, нашлась!»
Бертольд испытывает художественный подъём, он изображает своего кумира в виде Девы Марии, к нему приходит слава. Однако филистеры, которым «хочется стащить все небесное в земную обыденность», замечают сходство лица и фигуры мадонны с принцессой Анджелой Т. Когда на юг Италии вторгается армия Наполеона, в Неаполе провозглашают республику. Толпа черни убивает герцога Т. и грабит его дворец. Случайно оказавшийся поблизости Бертольд спасает от насилия девушку, которая оказывается дочерью герцога и тем самым «гением чистой красоты», который когда-то явился ему на вилле.
Переехав в Мюнхен, Бертольд и беззаветно влюблённая в него Анджела создают семью. У них рождается сын. Однако, обретя свой идеал на земле, Бертольд теряет свой художнический дар. Заказанная ему картина с изображением святого семейства выходит совершенно безжизненной. В отчаянии он пытается избавиться от семьи. Полицейские, прибывшие на зов соседей, находят его дом пустым. Когда Бертольд появляется через какое-то время в другом городе, ему сопутствует молва, что ради своего искусства он убил жену и сына. На своей картине он успел закончить только Марию и младенца Христа с Иоанном, когда лихорадка приковала его к постели.
Оправившись от болезни, Бертольд отказался от фигуративного искусства и стал вести жизнь убогого маляра: «тот, кто лелеял небесную мечту, навек обречен мучиться земной мукой». Оставшаяся неоконченной картина была продана во время его болезни.
Закончив чтение, рассказчик обсуждает с профессором прошлое Бертольда и вероятность того, что этот выдающийся художник — женоубийца. Занавешенная картина в приделе — это и есть незаконченный шедевр Бертольда. Профессору удалось заманить его в Г. в напрасной надежде, что он наконец завершит начатую работу. Однако картина воплощает его утраченные иллюзии, напоминая ему о крушении семейной жизни, поэтому её приходится занавешивать от его взора.
Рассказчик вновь приходит в церковь, чтобы выведать у Бертольда судьбу его семьи. Тот яростно отрицает свою причастность к убийству. В тот же день рассказчик покидает город Г. Впоследствии из письма профессора ему становится известно, что после разговора с «энтузиастом» Бертольд внезапно вышел из своей депрессии и дописал незавершённую картину, а потом исчез. Его пожитки нашли на берегу Одера, что, по мнению профессора, свидетельствует о том, что он утопился.

## Проблематика

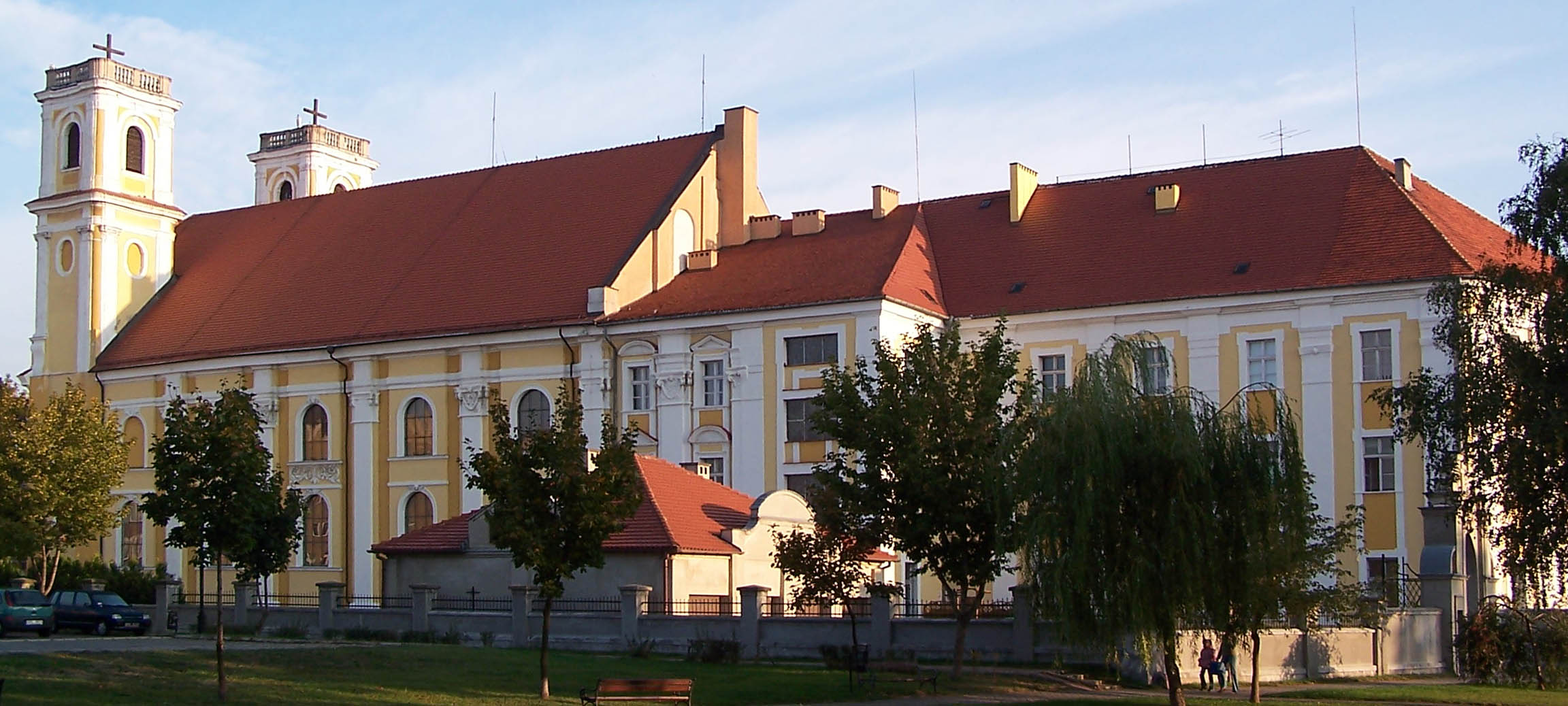
Иезуитский костёл в Глогуве (Глогау)

В истории Бертольда «запечатлена трагедия художника, устремленного к неземному идеалу и не сумевшего оценить красоту реальной жизни». На этом примере автор показывает недопустимость смешения трансцендентного Абсолюта с реальным человеком, ибо в этом случае «возникает непоправимое несоответствие между воображением и воплощением». С этой проблематикой созвучны рассуждения о сравнительных достоинствах одухотворённого средневекового и современного бездушного зодчества.
Идеологическая программа новеллы воспроизводит общие места романтизма о невозможности для художника найти счастье в земной жизни, как бы счастливо она ни складывалась. Иными словами, романтическому идеалу не место в действительности, а жизнь художника, которая не достигает высшей цели, обречена на крах. Бертольд не может разрешить парадокс: «Над бездною стремит свой путь отважный мореход, а дьявольское наваждение кажет ему внизу — внизу! — то, что искал его взор в надзвездных высях!»
Согласно Гофману, подлинный художник не способен преодолеть присущее ему тяготение к неземному идеалу. Бертольд смешал высший, трансцендентный идеал с реальной, земной женщиной — и в этом его преступление. Понимая тщету своей попытки построить жизнь без искусства, своего отрицания идеала, Бертольд готов заплатить за воссоединение с идеалом (и завершение работы над главным своим произведением) высшую цену — цену собственной жизни. 

Кроме того, в новелле звучит новая для Гофмана мысль о том, что безоглядная погоня за ускользающим идеалом способна довести художника до преступления. «Беззаветное служение искусству может быть чревато пренебрежением к ценностям этического порядка». Эта мысль о скрытом родстве творчества и преступности, гения и злодейства, получит дальнейшее развитие в образе Кардильяка из новеллы «Мадемуазель де Скюдери». 

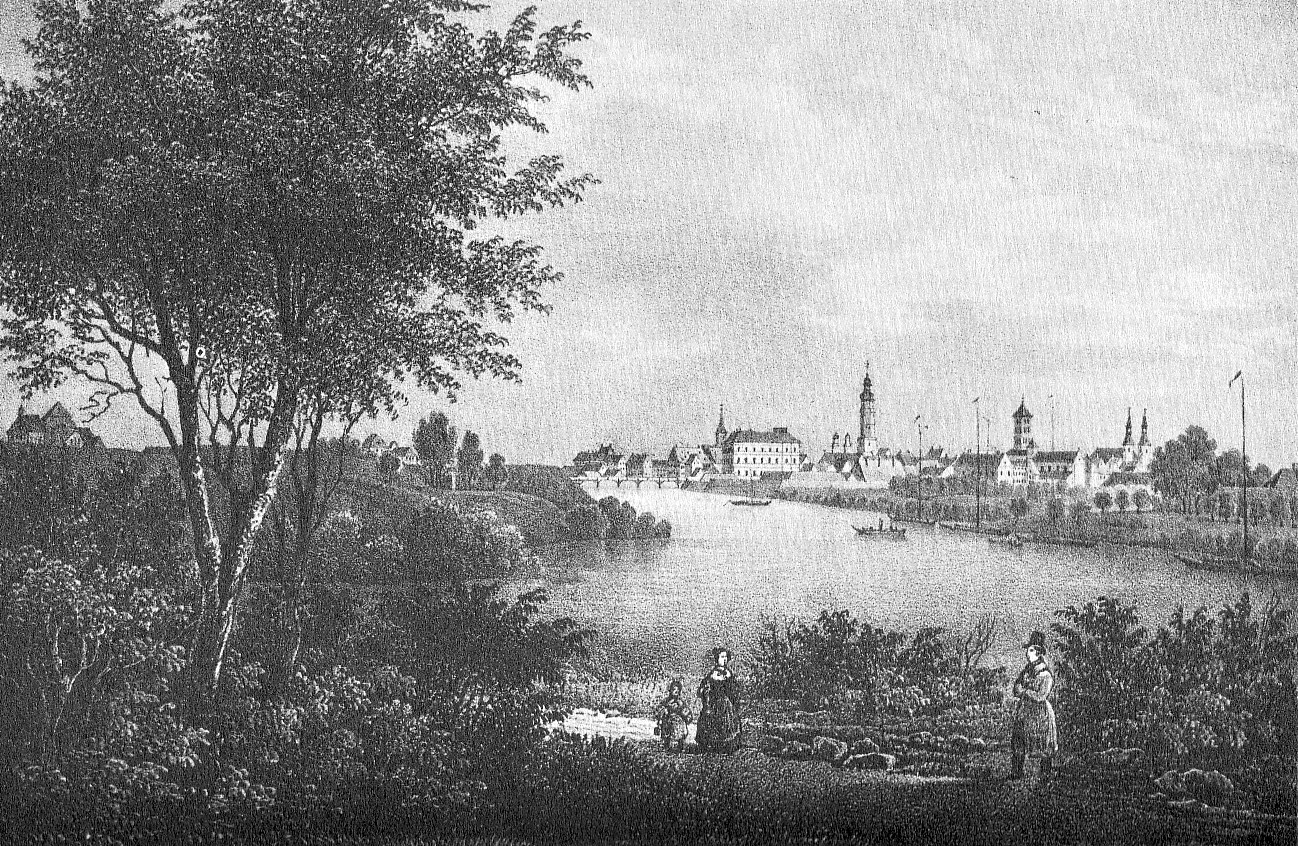
Глогау в XIX веке

«Церковь иезуитов» принадлежит к группе новелл Гофмана, в которых рассказчик («странствующий энтузиаст») своим поведением разрушает жизнь художника. Его расспросы травмируют душевно неуравновешенного Бертольда, возвращают его к вытесненной из сознания травме и косвенно провоцируют его самоубийство. Этот сюжетный мотив образует смысловой центр новеллы «Sanctus» (из того же сборника).

## Влияние
Гофман обогатил жанр художнического романа фигурой художника-преступника: мастера, преданного своему идеалу настолько исступлённо, что он готов принести в жертву искусству самых близких ему людей.
В новелле 1831 г. «Неведомый шедевр» Бальзак приходит к аналогичному выводу о том, что для истинного художника служение искусству выше любой страсти, не исключая любовной. У Бальзака, как и  у Гофмана, речь идёт о многолетней борьбе гения со строптивым шедевром — борьбе, в которой художник терпит поражение.
Литературоведы отмечают сходство представлений об искусстве у Гофмана и Гоголя. В повести «Портрет» (1834) Гоголь дал свою версию трагедии художника, который променял тоску по неземному идеалу на земное, материальное преуспеяние. Белинский назвал это произведение «фантастической повестью à la Hoffmann».